# Маняуз
 Маняуз — деревня в Азнакаевском районе Татарстана. Входит в состав Агерзинского сельского поселения.

## География
Находится в юго-восточной части Татарстана у северо-западной окраины районного центра города Азнакаево.

## История
Основана в 1920-х годах выходцами из Азнакаево. 

## Население
Постоянных жителей было: в 1938 году - 369, в 1949 - 359, в 1958 - 353, в 1970 - 337, в 1979 - 339 , в 1989 - 310, в 2002 году 474 (татары 93%), в 2010 году 641.